# Saint-Élix-le-Château
Saint-Élix-le-Château è un comune francese di 726 abitanti situato nel dipartimento dell'Alta Garonna nella regione dell'Occitania.

## Società

### Evoluzione demografica
Abitanti censiti